# 888
Évszázadok: 8. század – 9. század – 10. század
Évtizedek: 830-as évek – 840-es évek – 850-es évek – 860-as évek – 870-es évek – 880-as évek – 890-es évek – 900-as évek – 910-es évek – 920-as évek – 930-as évek
Évek: 883 – 884 – 885 – 886 –  887 – 888 – 889 – 890 – 891 – 892 – 893

## Események

### Európa
- Januárban meghal az előző évben lemondatott és visszavonult Kövér Károly frank császár.
- A Nyugati Frank Királyságban Párizs hős védőjét, Odót választják királynak és februárban megkoronázzák, bár a nemesség egy része inkább a Karoling-házból való 8 éves Együgyű Károlyt (Hebegő Lajos posztumusz fiát) támogatja. Odó hűségesküt tesz az előző évben megválasztott Arnulf keleti frank királynak.
- A burgundiai nemesség I. Rudolfot királlyá választja. Rudolf Elzászba és Lotaringiába is bevonul, de Arnulf kényszeríti, hogy lemondjon ezekről a tartományokról; cserébe elismerik királyi címét.
- II. Ranulf aquitániai herceg királlyá kiáltja ki magát.
- Arnulf sereggel vonul Észak-Itáliába. Az előző évben megválasztott I. Berengár itáliai király Trentóban találkozik vele, hűségesküt tesz neki és átad két grófságot; cserébe Arnulf elismeri őt királynak.
- Egy paviai nemesi gyűlésen itáliai királlyá kiáltják ki III. Guidó spoletói herceget.
- I. Alain és Judicael breton hercegek megtámadják a Bretagne-t fosztogató vikingeket és Questembertnél győzelmet aratnak, de eközben Judicael elesik. Alain marad Bretagne egyedüli ura.
- A vikingek kifosztják és felgyújtják Troyes-t és Meaux-t.
- Æthelred merciai herceg megbetegszik és a kormányzásba fokozatosan bevonja feleségét, Æthelflædet (Nagy Alfréd angolszász király lányát) is. Ettől az évtől Æthelflæd neve is előfordul az okleveleken.
- A szicíliai és észak-afrikai szaracénok segítséget küldenek a Calabriában a bizánciakkal harcoló muszlimoknak; eközben Milazzo mellett megsemmisítenek egy kisebb bizánci hajórajt.
- Meghal al-Mundir córdobai emír, valószínűleg öccse, Abdullah gyilkolja meg, aki követi őt a trónon.

### Észak-Afrika
- II. Ibráhim ibn Ahmad aglabida emír elrendeli, hogy a nem-muszlimok kötelesek megkülönböztető jelzést viselni a ruhájukon: a zsidók majom, a keresztények pedig disznó formájút.

### Kína
- A 25 éves Hszi-cung császár megbetegszik és meghal. Utódja öccse, Csao-cung, akit tehetséges és okos uralkodónak tartanak, de az állam ekkorra szinte teljesen szétesett a császári udvar dekadenciája és egy általános felkelés miatt.

## Születések
- I. Vrastislav, cseh fejedelem

## Halálozások
- január 13. – Kövér Károly, frank császár
- április 20. – Tang Hszi-cung, kínai császár
- június 11. – Rimbert, brémai érsek
- Al-Mundir, córdobai emír
- Ingelger, frank nemes, az Anjou-ház alapítója
- Judicael, breton herceg

## Fordítás
- Ez a szócikk részben vagy egészben  a(z)   888 című angol Wikipédia-szócikk ezen változatának fordításán alapul.  Az eredeti cikk szerkesztőit annak laptörténete sorolja fel. Ez a jelzés csupán a megfogalmazás eredetét és a szerzői jogokat jelzi, nem szolgál a cikkben szereplő információk forrásmegjelöléseként.